# Liste der Kulturdenkmäler in Müden (Mosel)
In der Liste der Kulturdenkmäler in Müden (Mosel) sind alle Kulturdenkmäler der rheinland-pfälzischen Ortsgemeinde Müden (Mosel) einschließlich des Ortsteils Müdenerberg aufgeführt. Grundlage ist die Denkmalliste des Landes Rheinland-Pfalz (Stand: 21. September 2023).

## Einzeldenkmäler
| Bezeichnung                    | Lage                                              | Baujahr                     | Beschreibung | Bild                                    |
| ------------------------------ | ------------------------------------------------- | --------------------------- | --- | --------------------------------------- |
| Tür                            | Bachstraße, an Nr. 4 Lage                         | Anfang des 19. Jahrhunderts | Tür, Anfang des 19. Jahrhunderts | BW                                      |
| Kellerportal                   | Bachstraße, an Nr. 7 Lage                         | 16. oder 17. Jahrhundert    | Kellerportal, 16. oder 17. Jahrhundert | Fotos hochladen                         |
| Kapelle und Kreuzweg           | Bachstraße, bei Nr. 19 Lage                       | 1895                        | Kapelle, Backstein, bezeichnet 1895, neugotische Figuren; zwischen Müden und Müdenerberg: Kreuzwegstationen, Backstein, reliefierter Stelentyp, 1895 | Fotos hochladen                         |
| Kapelle                        | Hauptstraße 1 Lage                                | 19. Jahrhundert             | Kapelle, 19. Jahrhundert, neugotische Kreuzigungsgruppe | Fotos hochladen                         |
| Hofanlage                      | Hauptstraße 12 Lage                               | ab dem 16. Jahrhundert      | Hofreite; drei Fachwerkhäuser, teilweise massiv, bezeichnet 1638, 1664 (Fachwerk aus dem 16. Jahrhundert), 1774 | Fotos hochladen                         |
| Weinhof der Grafen von Eltz    | Hauptstraße 21, Burg-Eltz-Straße 2 Lage           | 16. Jahrhundert             | Fachwerkhaus, teilweise massiv, Ständerbau, 16. Jahrhundert | Fotos hochladen                         |
| Wohnhäuser                     | Hauptstraße 22/24 Lage                            | 1452/53                     | zwei dreigeschossige Fachwerkhäuser, teilweise massiv, Nr. 22 dendrodatiert 1452/53, Nr. 24 um 1490 | Fotos hochladen                         |
| Wohnhaus                       | Hauptstraße 27 Lage                               | 1671                        | Fachwerkhaus, teilweise massiv, bezeichnet 1671, eventuell älter | Fotos hochladen                         |
| Wohnhaus                       | Hauptstraße 28 Lage                               | 1744                        | Fachwerkhaus, teilweise massiv, bezeichnet 1744 | BW                                      |
| Wegekreuz                      | Hauptstraße, bei Nr. 37 Lage                      | 1705                        | Wegekreuz, Basalt, bezeichnet 1705 | Fotos hochladen                         |
| Relief                         | Hauptstraße, an Nr. 43 Lage                       | Ende des 17. Jahrhunderts   | barockes Relief, Ende des 17. Jahrhunderts | Fotos hochladen                         |
| Wohnhaus                       | Hauptstraße 44/46 Lage                            | 1614                        | Fachwerkhaus, teilweise massiv, bezeichnet 1614 und 1722; rückwärtiger Bau, 17. Jahrhundert | Fotos hochladen                         |
| Relief                         | Hauptstraße, an Nr. 51 Lage                       | 1671                        | barockes Relief, bezeichnet 1671, in Backsteinstele, 19. Jahrhundert | Fotos hochladen                         |
| Wegekreuz                      | Hauptstraße, Ecke Hochkreuz Lage                  | 1699                        | Wegekreuz, Basalt, 1699 | Fotos hochladen                         |
| Katholische Kirche St. Stephan | Kirchstraße 2 Lage                                | um 1200                     | romanischer Rautenturm, um 1200, Chor spätgotisch gewölbt, Schiff 1923; Gesamtanlage mit Friedhof; hier: Kreuz, 1939; Wegekreuz, bezeichnet 1708; 24 Grabkreuze, 17. und 18. Jahrhundert; sieben Kreuzfragmente, 18. und 19. Jahrhundert; Kriegerdenkmal; 18 Grabkreuze, 18. Jahrhundert; Kreuz, bezeichnet 1678; zwei Grabkreuze; fünf Kreuze, unter anderem von 1573, 1582 und aus dem 18. Jahrhundert; Wegekreuz, bezeichnet 1722 | weitere Bilder Fotos hochladen          |
| Halfenhaus                     | Moselstraße 1 Lage                                | 1658                        | Fachwerkbau, teilweise massiv, Krüppelwalm, bezeichnet 1658 (?) und 1738, eher aus dem 18. Jahrhundert | Fotos hochladen                         |
| Wohnhaus                       | Moselstraße 5 Lage                                | 1665                        | Fachwerkhaus, teilweise massiv, Krüppelwalmdach, bezeichnet 1665 und 1784 (Umbau) | BW                                      |
| Wohnhaus                       | Schulstraße 2 Lage                                | 1871                        | Bruchsteinhaus, bezeichnet 1871; Gesamtanlage | Fotos hochladen                         |
| Wohnhaus                       | Speichstraße 5 Lage                               | 18. Jahrhundert             | Fachwerkhaus, teilweise massiv, 18. Jahrhundert | Fotos hochladen                         |
| Wohnhaus                       | Speichstraße 8 Lage                               | 1610                        | Fachwerkhaus, teilweise massiv, bezeichnet 1610, wohl eher aus dem späten 17. Jahrhundert | Fotos hochladen                         |
| Kapelle                        | nördlich des Ortes am Osterhof Lage               | 19. Jahrhundert             | Kapelle, 19. Jahrhundert | Fotos hochladen                         |
| Wegekreuz                      | nördlich des Ortes in der Nähe des Osterhofs Lage | 1884                        | Wegekreuz, Basalt, bezeichnet 1884 | BW                                      |
| Relief                         | nördlich des Ortes                                |                             | Relief, barock, eingesetzt in modernen Bildstock | Direkt Bild zu diesem Denkmal hochladen |
| Marienkapelle                  | östlich des Ortes an der Mosel Lage               | 1875                        | Wegekapelle, Saalbau, 1875; Vesperbild, 18. Jahrhundert | Fotos hochladen                         |
| Kapelle                        | Müdenerberg, Nr. 8 Lage                           | 1856                        | Kapelle; Saalbau, Bruchstein, bezeichnet 1856 und 1953 | Fotos hochladen                         |